# Malmö Stadshus AB
Malmö Stadshus AB är ett svenskt förvaltningsbolag som agerar moderbolag för de verksamheter som Malmö kommun har valt att driva i aktiebolagsform. Bolaget ägs helt av kommunen.

## Bolag
Källa: 
- Boplats Syd AB
- Malmö kommuns parkeringsaktiebolag
- Malmö Leasing AB
- Malmö Live Konserthus AB
- Malmö Stadsteater AB
- Minc i Sverige AB
- MKB Fastighets Aktiebolag
- Parkeringsövervakning i Malmö AB